# Anisodes microsticta
Anisodes microsticta là một loài bướm đêm trong họ Geometridae.